# André de Coutances
André de Coutances fue un trovador normando de finales del siglo XI. Es el autor de la violenta sátira política antifrancesa Li Romanz des Franceis, compuesta con anterioridad a 1204. La obra está construida en versos octosílabos y tetrástrofo monorrimo:

Engleis fièrement asallirent,

Franceis merdement défendirent;

Au premier assaut se rendirent,

Et hontosement s’en partirent.
Los ingleses con fiereza atacaron,
Los franceses mierdosamente defendieron;
Al primer asalto se rindieron,
Y vergonzosamente huyeron.

Li Romanz des Franceis es la réplica de André de Coutances a una anterior sátira francesa contra los ingleses y seguramente también contra los normandos, que se burlaba de Arflet de Northumberland, rey de los bebedores de cerveza, personaje ficticio, pero cuyo nombre se basa en el rey sajón Alfredo el Grande así como del rey Arturo, del que se decía que había sido muerto por el gran gato Chapalu, el cual luego había conquistado Inglaterra y llevado la corona de Arturo.
André de Coutances retoma con variantes la historia a Geoffroy de Monmouth o a Wace, su traductor, en la que Arturo conquista Francia y derrota a Frolo, rey de París, al que describe como un cobarde ridículo. Antes de partir al combate del que sabe que no volverá dicta diez mandamientos a sus súbditos en los que los insta a cometer todas las tropelías posibles. André de Coutances afirma que sus súbditos siguieron a rajatabla estos antimandamientos. También critica la pobreza gastronómica de los franceses.
Al final de su vida, André de Coutances tradujo el evangelio de Nicodemo.

## Obras
- Li Romanz des Franceis, Ginebra, Slatkine, 1839
- Trois versions rimées de l’évangile de Nicodème par Chrétien, André de Coutances et un anonyme, Gaston Paris et Alphonse Bos, Paris, Didot, 1995